# Schuld (Buch von Ferdinand von Schirach)
Schuld ist eine Kurzgeschichtensammlung des deutschen Schriftstellers Ferdinand von Schirach.
Das Buch erschien 2010 im Piper Verlag und beinhaltet fünfzehn Geschichten, die mit psychologischer Tiefe der Frage menschlicher Schuld nachgehen. Alle Geschichten wurden mit Moritz Bleibtreu verfilmt.

## Inhalt

### Volksfest
Kleinstädtische Musikanten vergewaltigen und misshandeln wohl unbemerkt eine junge Kellnerin während eines Volksfestes. Ein Mitglied der Musikantengruppe ruft die Polizei. Die möglichen Beweise werden alle durch Fahrlässigkeit der Beamten und der Notversorgung vernichtet. Durch das Markenzeichen der Gruppe, Masken und geschminkte Gesichter, ist die Identifizierung bei der Gegenüberstellung unmöglich. Weder der Anrufer noch die restlichen Mitglieder sagen vor Gericht aus. Aufgrund der mangelnden Beweislage kommt es erst gar nicht zum Prozess, die Täter bleiben unbehelligt.

### DNA
Die 17-jährige Nina und ihr 24 Jahre alter Freund leben obdachlos am Bahnhof Zoo. An Weihnachten werden sie von einem Mann zu ihm nach Hause eingeladen. Es gibt Kaffee und Kuchen und die beiden bekommen sogar ein Bad angeboten. Als Nina das Angebot annimmt, kommt der Mann zu ihr ins Badezimmer und beginnt zu masturbieren. Sie ruft ihren Freund zu Hilfe; gemeinsam überwältigen und ertränken sie den Gastgeber. Mit dem Geld, das sie in der Wohnung des Toten finden, können sie sich ein neues Leben aufbauen. 19 Jahre später wird der Fall mithilfe der DNA-Analyse neu bearbeitet und dem Paar die Tötung nachgewiesen. Ninas Freund erschießt sie daraufhin und anschließend sich selbst.

### Die Illuminaten
Eine kleine Gruppe von Jugendlichen in einem Internat, die sich heimlich Illuminati nennen, ist von Verschwörungstheorien besessen. Als sie beim Exorzismus anlangen, beschließen sie, ein Opfer zu suchen, das sie von seinen Sünden reinigen und zu ihrem Jünger machen können. Das Opfer namens Henry ist künstlerisch sehr begabt und ein Außenseiter, der eigentlich nur dazugehören will. Während seines Weiherituals kommt er beinahe ums Leben. Seine Kunstlehrerin, sein Vorbild und letzte Lebenshoffnung, rettet ihn, aber durch eine Reihe unglücklicher Ereignisse kommt diese ums Leben.

### Kinder
Holbrecht und Miriam, eine Lehrerin, wohnen in Berlin. Eines Tages wirft ihm eine achtjährige Schülerin seiner Frau Miriam Missbrauch vor, woraufhin er zu einer dreieinhalbjährigen Haft verurteilt wird. Seine Frau lässt sich von ihm scheiden. Nach seiner Haft beschattet er das angeblich missbrauchte Mädchen und plant zunächst, sie umzubringen. Stattdessen kontaktiert er jedoch seinen Anwalt, welcher das Mädchen dazu bringt, die Wahrheit zu sagen: Um Holbrechts Frau für sich alleine zu haben, hatte sich die damalige Schülerin den Missbrauch ausgedacht. Holbrecht wird im Wiederaufnahmeverfahren freigesprochen.

### Anatomie
Ein junger Mann sitzt in seinem Auto und wartet auf eine Frau, die in einem Haus gegenüber wohnt. Dabei denkt er daran, wie er die Frau kennengelernt hat, wie sie ihn abgewiesen hat und wie er sich von ihr ausgelacht fühlte. Er hat den Plan, sie zu töten, und stellt sich vor, wie das Ganze ablaufen soll. Er malt sich bis ins kleinste Detail aus, wie und wo er mit dem Sezierbesteck den Körper der Frau aufschneiden wird. Als er in Gedanken an sein Vorhaben aus dem Auto aussteigt, wird er überfahren. Der Fahrer erhält eine Bewährungsstrafe von einem Jahr und sechs Monaten.

### Der Andere
Paulsberg und seine Frau treffen im Urlaub in der Sauna einen Südländer, welcher die Frau merklich attraktiv findet. Das Paar beschäftigt das Vorkommnis so, dass sie nach langer Zeit wieder miteinander schlafen. Wie erhofft ist der Südländer am nächsten Tag erneut in der Sauna, woraufhin es zwischen diesem und Paulsbergs Frau zu sexuellen Handlungen kommt. Ihr Mann schaut dabei zu. Daraus entsteht eine Vorliebe, das Paar trifft sich nun regelmäßig mit anderen Sexualpartnern. Eines Tages finden sie im Internet einen alten Bekannten und verabreden sich mit ihm. Während des Aktes filmt Paulsberg. Bei einem späteren Wiedersehen konsumieren Paulsberg und der alte Bekannte Kokain. Daraufhin erschlägt Paulsberg den anderen mit einem Aschenbecher. Er wird zu 3½ Jahren Haft verurteilt.

### Der Koffer
Bei einer Verkehrskontrolle fällt einer Polizeimeisterin der höfliche Fahrer eines Leihwagens auf. Die Papiere sind in Ordnung, aber sie wundert sich darüber, dass in dem Fahrzeug überhaupt nichts herumliegt. Weil der Mann kein Deutsch kann, ruft sie einen Kollegen, der etwas polnisch spricht. Sie fordern den Fahrer auf, den Kofferraum zu öffnen. Auch der ist bis auf einen roten Aktenkoffer leer. In dem Koffer befinden sich 18 Farbfotokopien von elf Männern und sieben Frauen, die offenbar zum Zeitpunkt der Aufnahme ermordet wurden. Der Fahrer behauptet, in seiner Heimatstadt habe ihn ein Geschäftsmann gebeten, den angeblichen wichtige Baupläne enthaltenden Aktenkoffer mit nach Berlin zu nehmen und damit am Montag um 17:00 Uhr vor einer bestimmten Telefonzelle zu stehen. Als getarnte Beamte daraufhin am Treffpunkt warten, geschieht nichts. Am nächsten Tag findet ein Jogger die Leiche des Fahrers des Leihwagens. Er wurde erschossen. Die deutsche Polizei setzt sich mit der polnischen in Verbindung, aber der Mordfall kann nicht aufgeklärt werden. Die Mordfälle auf den Fotos bleiben ebenfalls ungelöst.

### Verlangen
Seit zwei Jahren spürt sich die Protagonistin nicht mehr richtig: sie ist verheiratet, hat Kinder und kümmert sich sorgfältig um alles, sie fühlt sich jedoch leer und unzufrieden, die Welt wird ihr fremd. Darauf beginnt sie zu stehlen, um aus ihrem grauen Alltag auszubrechen. Das Diebesgut wirft sie immer in den nächsten Mülleimer. Eines Tages wird sie von einem Ladendetektiv erwischt und angezeigt. Da der Warenwert nicht hoch war, stellt der Staatsanwalt das Verfahren ein. Alles beruhigt sich wieder.

### Schnee
Ein alter Mann bekommt von seinem Bekannten Hassan 1.000 Euro im Monat, damit er in seiner Wohnung Drogen aufbewahrt. Die Polizei wird jedoch darauf aufmerksam und durchsucht die Wohnung. Weil der alte Mann ein Messer bei sich trägt, nimmt man ihn fest. Hassan verrät er aber wegen dessen schwangerer Freundin Jana nicht. Diese besucht ihn im Gefängnis und bemerkt seine kaputten Zähne. Während den Gerichtsverhandlungen wird offensichtlich, dass der alte Mann das Messer nur bei sich getragen hat, um sein Essen klein zu schneiden, um es besser kauen zu können. Er bekommt daraufhin nur eine Bewährungsstrafe.

### Der Schlüssel
Atris und Frank kaufen in Amsterdam Pillen und bemerken nicht, dass der Verkäufer einer Frau ein Zeichen gibt. Während Frank vom SEK überrumpelt wird, ist diese Frau hinter dem Schlüssel für das Schließfach mit dem Geld für die Pillen her. Sie überfällt Atris und fährt mit ihm zum Schließfach, nimmt Falschgeld und unechtes Kokain heraus und lässt Atris stehen. Dieser alarmiert anonym die Polizei und öffnet mit einem zweiten Schlüssel das richtige Schließfach, in dem sich das echte Geld befindet. Die Frau wird festgenommen, Frank wird entlassen und die Pillen sind auf dem Weg zu Atris Mutter.

### Einsam
Larissa, ein Mädchen, deren Eltern arbeitslos und Alkoholiker sind, wird eines Tages von ihrem Nachbarn vergewaltigt, der ein Freund des Vaters ist. Eine Nachbarin greift nicht ein, da das nicht ihre Sache sei. Einige Zeit danach geht es ihr sehr schlecht, bis sie nach ein paar Monaten aufs Klo geht und dort ein Kind auf der Toilettenschüssel zur Welt bringt. Die Symptome der Schwangerschaft hat sie für eine Krankheit gehalten. Das Kind fällt bei der Geburt in die Toilettenschüssel und ertrinkt, sie versteckt es im Keller. Jedoch ruft die Mutter die Rettungskräfte, da alles voller Blut ist. Vor Gericht wird Larissa freigesprochen. Die Verteidigung argumentiert, das Trauma, das sie durch die Vergewaltigung erlitten habe, hätte sie die Schwangerschaft verdrängen lassen.

### Justiz
Harkan Turan wird Opfer eines Justizirrtums und schlampiger Behördenarbeit und sitzt deshalb zu Unrecht im Gefängnis. Hintergrund ist der Streit zweier Hundebesitzer, bei dem der eine brutal zusammengeschlagen wird. Die Frau des Opfers, Mitarbeiterin eines Sonnenstudios, glaubt den Täter, einen Herrn Tarun zu kennen. Sie zeigen ihn an. Die Beamten stellen die Ladung jedoch nicht Tarun, sondern Turan zu, der auf diese nicht reagiert. Daraufhin wird das Verfahren an die Staatsanwaltschaft weitergereicht, der Strafbefehl beantragt. Auch auf diesen reagiert Turan nicht, sondern ignoriert ihn einfach. Ins Gefängnis kommt er schließlich deshalb, weil er die nun fällige Zahlung nicht begleicht und sie in eine Haftstrafe umgewandelt wird. Turans Anwalt kann nachweisen, dass dieser aufgrund körperlicher Missbildungen das Verbrechen nicht begangen haben kann. Turan kommt frei.

### Ausgleich
In einer scheinbar perfekten Ehe entpuppt sich der Mann als Sadist. Nach Jahren der Gewalt und des Missbrauchs droht er, auch die Tochter zu vergewaltigen, woraufhin der Liebhaber der Frau den Ehemann tötet. Der Vorsitzende des Prozesses sorgt auf unlauterem Wege für die Straffreiheit der beiden und ermöglicht ihnen dadurch ein neues Leben.

### Familie
Waller kommt aus einer Problemfamilie und ist nach dem Abitur Halbwaise. Ihm gelingt daraufhin ein kometenhafter Aufstieg. Er kauft sich ein Herrenhaus mit Bootsanlegestelle an einem bayerischen See, wo ihn auch der Ich-Erzähler, ein Anwalt, kennenlernt. Wallers Halbbruder hingegen wird kriminell, ist zeitweise obdachlos und im Gefängnis. Durch seine guten Verbindungen kann Waller ihm helfen. Als sein Halbbruder jedoch bei einer Kneipenschlägerei zum Mörder wird, distanziert Waller sich von ihm. Ein Jahr später erfährt der Ich-Erzähler aus der Zeitung, dass Waller in einem Sturm vom Boot gerutscht und ertrunken sei.

### Geheimnisse
Herr Kalkmann leidet unter Verfolgungswahn und besucht deshalb regelmäßig die Kanzlei des Ich-Erzählers namens Ferdinand von Schirach. Von diesem fordert er juristische Schritte gegen die Geheimdienste, die ihn angeblich verfolgen. Von Schirach rät ihm schließlich, sich psychotherapeutische Hilfe zu suchen. Zusammen suchen sie den psychiatrischen Notdienst auf. Als sich der Patient Kalkmann vorstellen soll, antwortet er: „Guten Tag, ich heiße Ferdinand von Schirach, ich bin Rechtsanwalt. [...] Ich bringe Ihnen hier Herrn Kalkmann. Ich vermute, er hat einen schweren Defekt.“

## Deutsche Ausgaben
- Ferdinand von Schirach: Schuld. Stories. Piper Verlag, München 2010, ISBN 978-3-492-05422-5. (Hardcover)
- Ferdinand von Schirach: Schuld. Stories. btb Verlag, München 2017, ISBN 978-3-442-71497-1. (Taschenbuch)